# 蔡寶田
蔡寶田（Tsoi Po-tin，1872年—1944年7月27日）是一名香港建築業商人和元朗鄉紳、慈善家。

## 生平
蔡寶田是元朗橫洲東頭圍原居民。他早年到香港打工，從事建造業。及後他自立榮益公司，成為很多政府和私人建築工程的承辦商，公司辦公室位於中環結志街25號，一家居在銅鑼灣留仙街。
由榮益公司經手的知名建築包括深水埗警署（1924年）、石澳鄉村俱樂部會所（1925年）等等，他位於東頭圍的別墅娛苑於1927年落成，別墅後山種滿荔枝，讓家人在夏日渡假、採摘荔枝。別墅曾用來招待與他關係密切的港督金文泰和香港政府官員。
蔡寶田是合益公司、元朗新墟（1915年）、元朗博愛醫院（1919年）、香港建造商會（1920年）、新界農工商業研究總會（新界鄉議局前身，1923年）的創辦人之一。他於1932年擔任博愛醫院主席，1934年獲選為保良局總理。1939年，蔡寶田與兒子蔡榮業參與捐助重修屏山達德公所。
1938年，蔡寶田加入香港紅卍字會，1939年起擔任主席，任期內促成現今銅鑼灣會址落成，領導處理抗日戰爭期間的難民慈善事宜，功績包括成立屏山慈幼院（1940年至1942年）救濟來港難童、借出位於深圳蔡屋圍的私人土地供來港難民耕作、向廣東難民贈醫施藥、跟進難民營管理安排等等。
香港日治時期，蔡寶田於1942年被日本軍政府委任為元朗區區長，負責管理公共衛生、配給糧食和調查人口等工作。
蔡寶田於1944年逝世，享年72歲，遺體安葬於跑馬地天主教墳場。1991年，他的後人將娛苑產權以1,250萬港元出售予一間地產公司，別墅自此荒廢。

## 家庭
蔡寶田有四位夫人，有四名兒子和多名女兒，兒子包括蔡榮業、蔡偉業、蔡偉霖。長子蔡榮業，曾任橫洲六鄉籌建學校委員會主席。